# 유준 (배우)
유준(2000년 4월 15일 ~ ), 대한민국의 배우이다. 기존 활동명은 홍태의였지만 유준으로 활동명을 변경했다.

## 이력
2009년 광고 모델 첫 데뷔하였으며 2012년 MBC 문화방송 텔레비전 드라마에서 데뷔하였다.

## 학력
- 장기중학교 (졸업)
- 운양고등학교 (졸업)
- 중앙대학교 연극학과 (재학)

## 출연작

### 영화
- 《사랑후애》 (2016년) - 어린 성준 역
- 《하이힐》 (2014년) - 소년친구 역
- 《은밀하게 위대하게》 (2013년) - 어린 리해랑 역

### 드라마
- 《일타 스캔들》 (tvN, 2023년) - 이영민 역
- 《파수꾼》 (MBC, 2017년) - 어린 장도한 역
- 《초인가족》 (SBS, 2017년) - 공윤 역
- 《내일은 실험왕 2》 (투니버스, 2016년) - 강원소 역
- 《끝에서 두번째 사랑》 (SBS, 2016년) - 박훈 역
- 《내일은 실험왕》 (투니버스, 2015년~2016년) - 강원소 역
- 《왕의 얼굴》 (KBS2, 2014년~2015년) - 어린 선조 역
- 《일리있는 사랑》 (tvN, 2014년~2015년) - 박민기 역
- 《벼락 맞은 문방구 시즌 2》 (투니버스, 2013년~2014년) - 태의 역
- 《앙큼한 돌싱녀》 (MBC, 2014년) - 어린 국승현 역
- 《플루토 비밀결사대》 (EBS, 2014년) - 최동영 역
- 《왕가네 식구들》 (KBS2, 2013년~2014년) - 어린 허세달 역
- 《그 겨울, 바람이 분다》 (SBS, 2013년) - 어린 오수 역
- 《노란 복수초》 (tvN, 2012년)
- 《신들의 만찬》 (MBC, 2012년)

### 방송
- 《김구라 김동현의 김부자쇼》 (투니버스, 2014년)
- 《난감스쿨 시즌 2》 (투니버스, 2014년)
- 《키즈 서바이벌 슈퍼히어로》 (투니버스, 2012년)